# Virginia Slims of Houston 1986
Il Virginia Slims of Houston 1986 è stato un torneo di tennis giocato sulla terra rossa.
È stata la 16ª edizione del torneo, che fa parte del Virginia Slims World Championship Series 1986.
Si è giocato al Westside Tennis Club di Houston negli Stati Uniti, dal 5 all'11 aprile 1986.

## Campionesse

### Singolare
Chris Evert-Lloyd ha battuto in finale  Kathy Rinaldi con il punteggio di 6–4, 2–6, 6–4

### Doppio
Chris Evert-Lloyd /  Wendy Turnbull hanno battuto in finale  Elise Burgin /  JoAnne Russell con il punteggio di 6–2, 6–4